# Swingfire
«Сви́нгфайр» (англ. Swingfire [ˈswɪŋfaɪə(r)], «блуждающий огонь») — британский противотанковый ракетный комплекс, разработанный в первой половине 1960-х гг. Первое официальное упоминание комплекса имело место в речи Министра обороны Великобритании Питера Торникрофта 10 августа 1962 года. Первая презентация ракеты прессе состоялось 6—16 июня 1963 года в ходе 25-го международного авиакосмического салона в Ле-Бурже. Принятие на вооружение Армии Великобритании состоялось в 1969 году. Закупочная стоимость одной ракеты составляла в 1976 году 5,75—6 тыс. фунтов стерлинга, для сравнения: Импортные ПТУР «Хот» (Франция) стоили £5—5,5 тыс., «Тоу» (США) £4 тыс. Своё название комплекс получил за специфическую извилистую, будто бы «блуждающую» траекторию полёта ракеты (см. видео).

## Разработка
«Свингфайр» был разработан компанией «Фэйри инжиниринг лимитед» в Хестоне, район Большого Лондона, на основе задела, полученного в ходе работы над сверхдальнобойным (по меркам того времени) комплексом «Ориндж Уильям», разработанным во второй половине 1950-х, но не принятым на вооружение. В 1962 году, по договорённости с «Бритиш эйркрафт корпорейшн», материально-техническая база и проектная документация по «Свингфайру» и ряду других проектов управляемого вооружения были переданы из Хестона в Стивенидж, графство Хартфордшир, по месту нахождения ракетостроительного филиала «Бритиш эйркрафт», в уставном капитале которого 50% фонда принадлежало «Фэйри».

## Задействованные структуры
- Комплекс в целом — Fairey Engineering Ltd, Weapons Division, Хестон, Большой Лондон; → British Aircraft Corp., Guided Weapons Division, Стивенидж, Хартфордшир,
- Телеметрическая аппаратура — EMI Electronics Ltd, Хайес, Мидлсекс, Большой Лондон;[8]
- Инфракрасный прицел — Barr & Stroud Ltd[англ.], Глазго, Шотландия;[9]
- Пиропатрон — Wallop Industries Ltd, Мидл-Уоллоп, Гэмпшир;[10]
- Лицензионное производство за рубежом — Arab-British Dynamics Co., Каир, Египет;[11]
- Адаптация комплекса для зарубежных заказчиков — Fairey SA, Госли, Бельгия; Ateliers de Charleroi[англ.], Шарлеруа, Бельгия, Fabrique Nationale d’Armes de Guerre, Эрсталь, Бельгия.[12]

## Модификации
В 1970-е гг. комплекс разрабатывался в авиационном варианте (УРВП) под названием «Хоксвинг» для вооружения ударных вертолётов. В начале 1970-х комплекс был оптимизирован в пехотном варианте для перевозки на двухколёсном станке, получившим название «Гольфсвинг» и весившим 61 кг, что делало его пригодным для обслуживания одним военнослужащим. Специально под размещение «Свингфайра» в 1970-е годы был разработан и прошёл испытания амфибийный-авиадесантный колёсный транспортёр «Аргокэт» (британская лицензионная модификация немецкой машины), представленный вниманию публики в ходе ежегодной выставки вооружения и военной техники в Фарнборо 5—12 сентября 1976 года (который, тем не менее не был принят на вооружение). Позже в 1970-е гг. был разработан «Бисвинг» — пехотный вариант комплекса для перевозки на машине повышенной проходимости или переноски расчётом вручную (поставлялся для Армии Египта). Летом 1980 г. была завершена работа над новым усовершенствованным инфракрасным прицелом.

## Боевая машина
Комплекс предназначен под размещение на самоходном носителе, на колёсном или гусеничном шасси. Пусковая установка боевой разведывательной машины FV102 («Страйкер») представляет собой металлический короб с пятью ракетами в контейнерах (защищающий ракеты от пуль и осколков), оснащена гидропневматическим приводом, в случае отказа которого может выдвигаться в боевое положение вручную оператором. Боекомплект машины составляет 10 ракет, из них 5 на пусковой установке, 5 внутри. Заряжание осуществляется экипажем вручную снаружи в ходе остановки. Пусковая установка боевой разведывательной машины FV712 («Феррет-5») аналогична предыдущей. Боекомплект машины составляет 8 ракет, из них 4 на пусковой установке, 4 внутри. Пусковая установка FV438 Swingfire, созданная на базе бронетранспортёра FV432, представляет собой две направляющие для ракет с раздельным заряжанием. Боекомплект бронетранспортёра составляет 14 ракет, из них 2 на пусковых установках, 12 внутри. Заряжание осуществляется вручную из боевого отделения. Пусковая установка экспериментального амфибийного колёсного транспортёра («Аргокэт») с четырьмя ракетами в контейнерах на направляющих аналогична пусковой установке БРМ FV102, но не имеет бронированной оболочки корпуса, ракеты на направляющих защищены только контейнерами. Помимо перечисленных единиц бронетехники, Свингфайр может размещаться на стандартных машинах повышенной проходимости «Ленд-Ровер» в пусковой установке на четыре ракеты. Как в тяжёлых вариантах на самоходных носителях, так и в экспериментальных переносных вариантах, комплекс оснащается стометровым кабелем, позволяющим оператору расположиться в укрытии на удалении от огневой позиции.

## Сравнительная характеристика
| Общие сведения и сравнительная тактико-техническая характеристика ПТРК НАТО конца 1950-х — начала 1960-х годов | Общие сведения и сравнительная тактико-техническая характеристика ПТРК НАТО конца 1950-х — начала 1960-х годов | Общие сведения и сравнительная тактико-техническая характеристика ПТРК НАТО конца 1950-х — начала 1960-х годов | Общие сведения и сравнительная тактико-техническая характеристика ПТРК НАТО конца 1950-х — начала 1960-х годов | Общие сведения и сравнительная тактико-техническая характеристика ПТРК НАТО конца 1950-х — начала 1960-х годов | Общие сведения и сравнительная тактико-техническая характеристика ПТРК НАТО конца 1950-х — начала 1960-х годов | Общие сведения и сравнительная тактико-техническая характеристика ПТРК НАТО конца 1950-х — начала 1960-х годов | Общие сведения и сравнительная тактико-техническая характеристика ПТРК НАТО конца 1950-х — начала 1960-х годов | Общие сведения и сравнительная тактико-техническая характеристика ПТРК НАТО конца 1950-х — начала 1960-х годов | Общие сведения и сравнительная тактико-техническая характеристика ПТРК НАТО конца 1950-х — начала 1960-х годов |
| Комплекс | Страна | Страна | Масса ПТУР, кг                                                                                                 | Масса БЧ, кг                                                                                                   | Длина, мм | Диаметр, мм | Размах, мм | Дальность, м                                                                                                   | Скорость, м/с                                                                                                  |
| --- | --- | --- | --- | --- | --- | --- | --- | --- | --- |
| Bantam | Швеция | Швеция | 6 | 1,4 | 838 | 109 | 401 | 305…1980 | 85 |
| COBRA | Швейцария | Швейцария | 9,5 | 2,5 | 1067 | 99 | 482,5 | 500…1600 | 85 |
| Entac | Франция | Франция | 12 | 4,5 | 828 | 140 | 381 | ?…1770 | 85 |
| Malkara | Австралия | Австралия | 93,4 | 27,2 | 1930 | 203 | 787,5 | 305…1830+ | 179 |
| Mosquito | Швейцария | Швейцария | 12 | 3,3 | 1120 | 119,5 | 599,5 | 365…2010 | 94 |
| Python | Великобритания                                                                                                 | Великобритания                                                                                                 | 36,3 | 13,6 | 1524 | 152,5 | 610 | не разглашались                                                                                                | не разглашались                                                                                                |
| SS.10 | Франция | Франция | 15 | 5 | 861 | 165 | 749 | 300…1600 | 80 |
| SS.11 | Франция | Франция | 29 | 7,9 | 1166 | 165 | 500 | 500…3500 | 190 |
| Vigilant | Великобритания                                                                                                 | Великобритания                                                                                                 | 14 | 5,4 | 1067 | 114 | 279,5 | 150…1370 | 152 |
| Источники информации - Missiles 1960 by W. T. Gunston // Flight International : Official Organ of the Royal Aero Club. — London: Iliffe Transport Publications, 4 November 1960. — Vol. 78 — No. 2695 — P. 734. - Missiles 1961 by W. T. Gunston // Flight International : Official Organ of the Royal Aero Club. — London: Iliffe Transport Publications, 2 November 1961. — Vol. 80 — No. 2747 — P. 718. - Missiles 1962 by W. T. Gunston // Flight International : Official Organ of the Royal Aero Club. — London: Iliffe Transport Publications, 8 November 1962. — Vol. 82 — No. 2800 — P. 766. - Foreign Firms Seek Antitank Sales by Bernard Poirier // Missiles and Rockets : The Missile & Space Weekly. — Washington, D.C.: American Aviation Publications, November 28, 1960. — Vol. 7 — No. 22 — P. 20-21. | | | | | | | | | |

## Тактико-технические характеристики
Источники информации :
- Система наведения — командная, по проводам
- Кратность увеличения — 10×
- Аэродинамическая компоновка ракеты — нормальная
- Тип двигателя — твердотопливный
- Тип боевой части — кумулятивная
- Эффективная дальность стрельбы — 150 … 4000 метров
- Скорость полёта ракеты — 185 м/сек
- Длина ракеты — 1070 мм
- Размах оперения — 390 мм
- Диаметр корпуса ракеты — 170 мм
- Высота пусковой установки — 355 мм
- Масса пусковой установки на 4 ракеты (исходная) — 485 кг
- Масса пусковой установки на 4 ракеты (облегчённая) — 263 кг
- Масса съёмного прицела Mk III — 12,5 кг
- Масса станции наведения SGS — 15,2 кг
- Масса катушки-удлинителя с кабелем (исходная) — 14,5 кг
- Масса катушки-удлинителя с кабелем (облегчённая) — 8,2 кг
- Масса ракеты — 27 кг
- Масса боевой части — 7 кг

## Операторы
- НАТО: 6 ПТУР отстреляно в экспериментальном порядке в ходе испытаний в январе 1971 в присутствии военных чинов Бельгии, Греции, Дании, Канады, Норвегии и ФРГ[19] (на вооружение не принят)
- Вооружённые силы Бельгии: 41 БРМ FV102, ок. 2000 ПТУР брит. производства[17] (пнв 1971, снят с вооружения)
- Вооружённые силы Великобритании: 43 БРМ FV102, + БРМ FV712, + БТР FV438[17] (пнв 1969, снят с вооружения)
- Вооружённые силы Египта: 2000 ПТУР брит. производства закуплено + собственное производство[17] (пнв 1974, на вооружении)
- Вооружённые силы Ирака (на вооружении)
- Вооружённые силы Ирана (снят с вооружения)
- Вооружённые силы Катара (на вооружении)
- Вооружённые силы Кении (на вооружении)
- Вооружённые силы Нигерии (на вооружении)
- Вооружённые силы Португалии (снят с вооружения)
- Вооружённые силы Саудовской Аравии (на вооружении)
- Вооружённые силы Судана (на вооружении)